# Saga (Sängerin)
Saga (* 27. September 1975 in Kalmar; bürgerlich Lina Saga Carolina Erikson) ist eine international bekannte schwedische Rechtsrock-Sängerin. Sie wurde vor allem als Tribute-Sängerin von Liedern Ian Stuarts und dessen Band Skrewdriver populär und gilt als weibliche Vorzeigefigur der schwedischen White-Power-Bewegung.

## Leben
Saga war schon von früher Jugend eine aktive Angehörige der rechten bis rechtsextremen Szene, was sie auf traumatische Erlebnisse in ihrer Jugend zurückführt, die sie mit Immigranten hatte. Sie begann als Background-Sängerin der White-Power-Band Pluton Svea, mit der sie das Album 88% Unplugged (die Zahl 88 ist eine Chiffre in der Neonazi-Szene, wobei beide Zahl jeweils für den achten Buchstaben des lateinischen Alphabets stehen, die als Abkürzung für „Heil Hitler“ fungieren) aufnahm. Schwedens größtes Rechtsrock-Label Midgård Records nahm sie unter Vertrag und machte sie mit der neonazistischen Death-Metal-Band Triskelon bekannt, die gemeinsam das Projekt Symphony of Sorrow gründeten. Das erste Album Paradise Lost erschien 1999 über Midgård Records. Die Zusammenarbeit zwischen Saga und Triskelon setzte sich in der Veröffentlichung des Albums Symphony of Hatred fort.
Bekanntheit erlangte Saga in der Rechtsrockszene jedoch durch drei Tributalben mit Coverversionen von Liedern des verstorbenen Sängers Ian Stuart Donaldson beziehungsweise dessen Band Skrewdriver. Von dieser unter dem Titel My Tribute to Skrewdriver verlegten Serie erschienen bislang drei Ausgaben, von denen zwei 2000 und eine 2002 ebenfalls über Midgård Records veröffentlicht wurden. Die Musik der Lieder der besagten Alben unterscheidet sich deutlich von derjenigen der Originale, denn bei der Produktion wurde sowohl auf die Punk- als auch auf die Metal-Stilelemente verzichtet, stattdessen wurden die Lieder mit Akustikgitarre und in einem ruhigen Ton eingespielt. Daneben veröffentlichte sie auch Alben mit eigenen Liedern. 2007 erschien das Album On My Own mit Klavierballaden.
Ihre Bedeutung in der internationalen Rechtsrock-Szene ist groß. So trat sie bei diversen Rechtsrockfestivals, zum Beispiel im Jahre 2011 auf dem Maygar Sziget, einer Parallelveranstaltung zum Sziget in Budapest in Ungarn, als Headlinerin auf. 2000 war sie auf dem Cover des US-amerikanischen Rechtsrock-Fanzines Resistance von Resistance Records zu sehen. Ihre Alben zählen zu den am besten verkauften White-Power-Musikproduktionen in Schweden. Dabei vermarktet die Szene auch ihr gutes Aussehen sowie ihren ruhigeren Musikstil, um der White-Power-Bewegung ein menschlicheres Gesicht zu geben. Sie soll ein eher mainstream-orientiertes Zielpublikum ansprechen, um so andere Käufergruppen zu gewinnen. Der Inhalt der Liedtexte der Coverversionen bleibt jedoch unverändert und auch Sagas eigene Songs haben einen nationalistischen bis neonazistischen Inhalt.
Der norwegische Rechtsterrorist Anders Breivik erwähnte Saga als Ideengeberin in seinem über 1000 Seiten langen Manifest, mit dem er die Anschläge in Norwegen 2011 zu rechtfertigen versuchte. Dabei zitierte er unter anderem aus zwölf Liedern Sagas. Saga distanzierte sich nach dem Bekanntwerden der in Breiviks Manifest enthaltenen Zitate aus ihren Liedern von diesem.
In Deutschland sind drei ihrer Alben von der Bundesprüfstelle für jugendgefährdende Medien (BPjM) indiziert.

## Diskografie
Soloalben
- 2000: My Tribute to Skrewdriver Volume 1 (Midgård Records, indiziert[8])
- 2000: My Tribute to Skrewdriver Volume 2 (Midgård Records, indiziert[9])
- 2001: Live and Kicking (Midgård Records, indiziert[10])
- 2002: My Tribute to Skrewdriver Volume 3 (Midgård Records)
- 2007: On My Own (Midgård Records)
- 2009: Comrades Night – Live (Midgård Records)
- 2014: Weapons of Choice (Midgård Records)
- 2017: My Tribute – German Edition (PC-Records)

Mit Symphony of Sorrow
- 1999: Paradise Lost (Midgård Records)
- 2005: Symphony of Hatred (Midgård Records)

Weitere Veröffentlichungen
- 1999: Pluton Svea – 88% Unplugged (Midgård Records)
- 2003: Midgård – Pro Patria III (Midgård Records)